# Фоменко, Александр Александрович
Шаблон:ABJ

Александр Александрович Фоменко (укр. Олександр Олександрович Фоменко; род. 8 января 1964, Николаев) — советский и украинский футболист, защитник.

## Игровая карьера
Уроженец Николаева. Футболом начал заниматься в 1974 году в городской ДЮСШ № 3, первый тренер Владимир Восковский. Во взрослом футболе дебютировал в семнадцатилетнем возрасте в команде местного «Судостроителя», который в срочном порядке был вынужден омолаживать состав из-за вступившего в силу ограничения числа игроков старше 25 лет до 4 человек. Первый матч — 8 апреля 1981 года в матче со «Стахановцем» (Стаханов), выйдя на замену вместо Евгения Галущенко. Первый свой мяч забил 15 мая в ворота «Звезды» (Кировоград). В николавской команде провёл 208 матчей в чемпионатах СССР и Украины. Становился серебряным призёром чемпионата УССР 1990 года.
6 марта 1992 в составе «корабелов» в игре против «Темпа» дебютировал в высшей лиге чемпионата Украины (всего 18 матчей). С 1993 по 1995 года выступал в командах «Артания» (Очаков), «Таврия» (Херсон), «Мелиоратор» (Каховка), «Полиграфтехника» (Александрия), «Олимпия ФК АЭС» (Южноукраинск) и «Портовик» (Ильичёвск).